# 蕭道度
蕭 道度（しょう どうど、生没年不詳）は、南朝斉の皇族。衡陽元王。蕭道成の異母兄にあたる。

## 経歴
蕭承之と王氏のあいだの長男として生まれた。蕭道成とともに雷次宗に学問を受けた。蕭承之がふたりの子の学業について訊ねると、雷次宗は「その兄は外面が朗らかで、その弟は内面が立派であり、ともに磨かれていない良玉です」と評した。道度は蕭承之に従って従軍し、安定郡太守となった。宋に死去した。
建元元年（479年）5月、衡陽王に追封され、諡を元といった。子がなく、蕭道成の十一男の蕭鈞が後を嗣いだ。

## 伝記資料
- 『南斉書』巻45 列伝第26
- 『南史』巻41 列伝第31